# Wir bitten zu Bett
Wir bitten zu Bett (Originaltitel: Les petits matins) ist ein französischer Spielfilm aus dem Jahr 1962 in Schwarzweiß. Regie führte Jacqueline Audry. Die Hauptrolle wurde mit Agathe Aems besetzt. Das Drehbuch stammt von Stella Kersová und Pierre Laroche. Der Film erlebte seine Uraufführung am 16. März 1962 in Frankreich. In der Bundesrepublik Deutschland kam er erst 1965 in die Kinos.

## Handlung
Die unternehmungslustige und durch ihre Naivität bezaubernde 18-jährige Annette aus Belgien geht – nur mit einem Campingbeutel ausgerüstet – auf große Fahrt. Am verregneten Nordseestrand hat ein reichlich zudringlicher Journalist in ihr den Wunsch geweckt, Paris und vor allem Nizza per Autotramp kennenzulernen. Für hübsche junge Mädchen gibt es dabei keine Schwierigkeiten. Mehr als ein Dutzend Männer aller Altersstufen, verschiedener Herkunft und verschiedenen Aussehens, aber mit nur wenig unterschiedlichen Absichten, ist gerne bereit, Annette ein Stück des Weges mitzunehmen, um sie allerdings genauso schnell wieder abzusetzen, wenn ihre Hoffnungen nicht erfüllt werden.
Diese Hoffnungen auf ein kleines Abenteuer kommen allerdings nicht von ungefähr, vielmehr werden sie von der sich ungemein erfahren und selbstbewusst gebenden Annette, die jedem eine kleine Lügengeschichte erzählt, provoziert. So reiht sich bald „Abenteuer“ an „Abenteuer“ und „Opfer“ an „Opfer“. Die Skala reicht vom Generaldirektor über den Schauspieler bis zum Boxer, vom Halbstarken über den Playboy bis zum biederen Kleinbürger, vom Psychopathen bis zum seriösen Baron. Die Reise nimmt ein glückliches Ende: Der erste Mann, dem sich Annette wirklich hingibt, liebt sie und wird sie nach Belgien zurückbringen.

## Kritik
Das Lexikon des internationalen Films zieht folgendes Fazit: „Teenagerfilm, teils frivoler Schwank, teils sentimentale Liebesstory, mit einer Parade bekannter französischer Darsteller in Minirollen.“ Auch der Evangelische Film-Beobachter stuft den Streifen allenfalls als mittelmäßig ein: „Trotz Staraufgebot ein unverbindlich-oberflächlicher Film, der nur stellenweise erfrischend und unterhaltsam ist. Ab 18 möglich.“